# Gare de Fresnoy-le-Grand
La gare de Fresnoy-le-Grand est une gare ferroviaire française de la ligne de Creil à Jeumont, située sur le territoire de la commune de Fresnoy-le-Grand, dans le département de l'Aisne, en région Hauts-de-France.
Elle est mise en service en 1855 par la Compagnie des chemins de fer du Nord. C'est une halte ferroviaire de la Société nationale des chemins de fer français (SNCF), desservie par des trains TER Hauts-de-France.

## Situation ferroviaire
Établie à 139 m d'altitude, la gare de Fresnoy-le-Grand est située au point kilométrique (PK) 170,099 de la ligne de Creil à Jeumont, entre les gares ouvertes de Saint-Quentin et de Bohain.

## Histoire
La station de Fresnoy-le-Grand est mise en service le 21 octobre 1855 par la Compagnie des chemins de fer du Nord, lorsqu'elle ouvre la section de Saint-Quentin à Hautmont.
Le bâtiment voyageurs fut détruit lors de la Première Guerre mondiale et remplacé par un bâtiment provisoire en bois, puis par la bâtiment actuel, durant l’entre-deux-guerres.

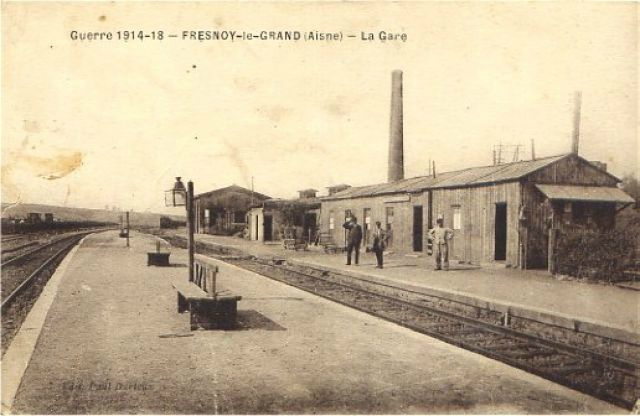
En 1914-1918.
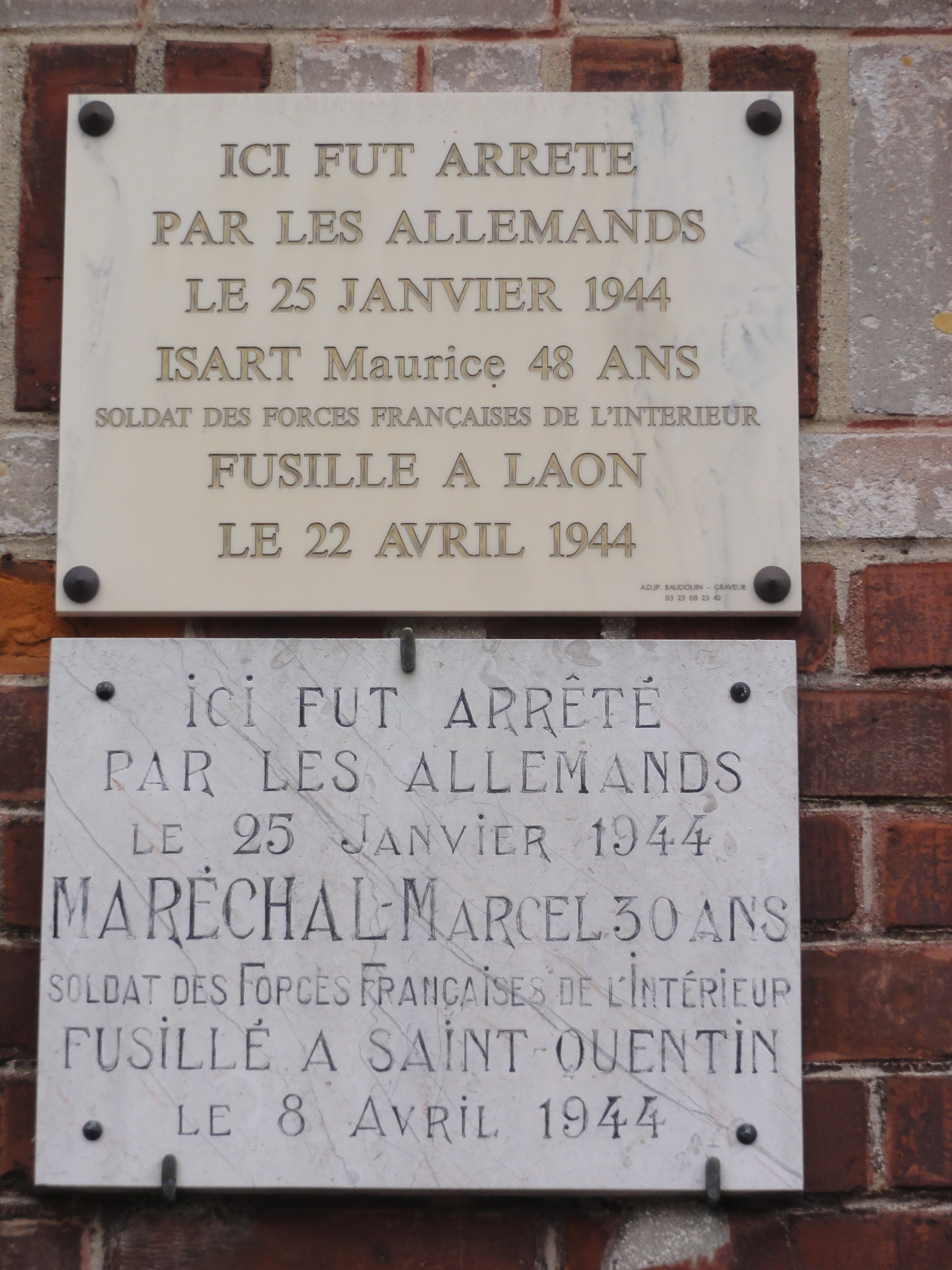
Mémorial 1944.

## Fréquentation
Selon les estimations de la SNCF, la fréquentation annuelle de la gare s'élève aux nombres indiqués dans le tableau ci-dessous.
| Année               | 2023   | 2022   | 2021   | 2020   | 2019   | 2018   | 2017   | 2016   | 2015   |
| ------------------- | ------ | ------ | ------ | ------ | ------ | ------ | ------ | ------ | ------ |
| Nombre de voyageurs | 31 356 | 26 363 | 20 237 | 14 289 | 22 961 | 19 992 | 23 812 | 22 091 | 17 913 |

## Service des voyageurs

### Accueil
Halte SNCF, c'est un point d'arrêt non géré (PANG) à accès libre.
Un souterrain permet le passage d'un quai à l'autre.

### Desserte
Fresnoy-le-Grand est desservie par des trains TER Hauts-de-France qui effectuent des missions entre les gares : de Saint-Quentin, et de Busigny, ou de Cambrai, ou de Douai, ou de Lille-Flandres ; de Tergnier et de Busigny.
En 2009, la fréquentation de la gare était de 67 voyageurs par jour.

### Intermodalité
Le stationnement des véhicules est possible à proximité de l'ancien bâtiment voyageurs (fermé).